# 다이와정 (히로시마현)
다이와정(일본어: 大和町)은 일본 히로시마현 가모군에 존재했던 정이다. 
헤이세이 대합병에서는 당초 다른 가모군 지자체와 마찬가지로 히가시히로시마시를 중심으로 한 합병을 목표로 하는 연구회에 속해 있었으나, 주민투표를 실시한 끝에 미하라시 및 주변 정과의 합병을 선택해 구 미하라시, 도요타군 혼고정, 구이정과 합병 (신설합병)해 미하라시가 되어 소멸하였다.

## 역사
- 1889년 4월 1일 - 정촌제 시행에 수반해 오쿠사촌, 구와나시촌, 도요타촌, 세라군 간다촌이 성립하였다.
- 1951년 11월 3일 - 오쿠사촌이 도요타군 후나키촌의 일부를 편입하였다.
- 1955년 3월 31일 - 오쿠사촌, 구와나시촌의 잔부, 도요타군 도요타촌의 일부, 세라군 간다촌이 합병 (신설합병)해 다이와정이 성립하였다.
- 1956년 4월 1일 - 군 통합으로 가모군으로 이관되었다.
- 2005년 3월 22일 - 구 미하라시, 도요타군 혼고정, 구이정과 합병해 미하라시가 되어 폐지되었다.

## 교통

### 도로
- 국도 제432호선 (일본)(일본어판)
- 국도 제486호선 (일본)(일본어판)